# Amduscia
Amduscia is een Mexicaanse electroband. Zij werd in 1999 in Mexico-Stad door Polo Amduscia, Edgar Amduscia en Raul Amduscia opgericht. De naam is van "Amdukias" afgeleid, een begrip uit de middeleeuwse demonologie.
Op 9 augustus 2010 is bekend geworden dat Edgar Amduscia is overleden na een kort, maar heftig ziekbed. Amduscia heeft laten weten dat zij hun muziek voortzetten in herinnering aan Edgar.

## Stijl
De stijl van de band wordt betiteld als Aggrotech. Zij zet zich echter af tegen de bekende bands in dit genre, zoals Hocico. Zij maakt in tegenstelling tot deze band een meer trance-achtige en daardoor dansbare sounds. De band zelf rekent haar muziek meer tot de genres Darkelectro, EBM en Futurepop. Hun eerste cd "Melodies for the Devil" verscheen in 2003.
In 2005 stond de band voor het eerst op M'era Luna. In 2010 zal zij weer op dit festival optreden.

## Discografie
- 2003 Melodies for the Devil
- 2005 Dead or Alive (EP)
- 2005 Impulso Biomecànico (MCD)
- 2006 From Abuse to Apostasy
- 2008 Madness In Abyss

- Gemeinsame Normdatei: 10335090-1
- International Standard Name Identifier: 0000 0000 8642 2351
- MusicBrainz: 945ab058-0207-49bb-a33c-80efba82179d
- Virtual International Authority File: 125119966